# Blade Arcus from Shining
Blade Arcus from Shining (ブレードアークス・フロム・シャイニング) est un jeu de combat en 2D développé et édité par Sega. Le jeu est un crossover de la série Shining, introduisant les personnages de Shining Blade et Shining Hearts.
Le jeu est sorti sur borne d'arcade au Japon le 5 novembre 2014. Le 18 décembre 2014, Blade Arcus from Shining reçoit une mise à jour passant à la version 1.01. Le 30 juin 2015, le jeu passe en version 2.00 comprenant quatre nouveaux personnages ainsi qu'un nouveau système de mécaniques. Le soft passe en version 2.01 pour arcade le 20 octobre 2015.
Le jeu sort sur PlayStation 3 et PlayStation 4 le 26 novembre 2015 et s'intitule Blade Arcus from Shining EX (ブレードアークス・フロム・シャイニング・イーエックス), et comporte encore de nouveaux personnages,. Blade Arcus est porté sur Steam le 28 juillet 2016 et est intitulé Blade Arcus from Shining: Battle Arena.